# Enade vänstern (Spanien)
Izquierda Unida (IU), "Enade vänstern", är en politisk allians i Spanien som bildades i april 1986. Den startades som en politisk koalition mot Spaniens Nato-medlemskap och samlade vänsterpartier. Den dominerades av Spaniens kommunistiska parti. Gruppen är medlem i Europeiska vänsterpartiet (PEL) och dess Europaparlamentariker sitter i Vänstergruppen.